# Jernej Habjanič
Jernej Habjanič, * 23. julij 1939, Maribor, † 20. januar 2000, Ljubljana

## Življenje in delo
Jernej Habjanič se je rodil v Mariboru, kjer je leta 1957 tudi maturiral. Leta 1958 je končal srednjo glasbeno šolo. Vpisal se je na Akademijo za glasbo ter Filozofsko fakulteto Univerze v Ljubljani, kjer je študiral orgle ter umetnostno zgodovino. Leta 1982 je tam diplomiral na Oddelku za glasbeno pedagogiko. Z zborovodstvom se je začel ukvarjati zelo zgodaj, in sicer na svojih prvih delovnih mestih v Zagorju ob Savi ter nato še v OŠ Vide Pregarc ter OŠ Borisa Ziherla. Kakovost svojega zborovodstva je dokazal na številnih revijah mladinskih pevskih zborov v Zagorju ob Savi. 
Bil je vnet zagovornik in izvajalec sodobne zborovske glasbe, predvsem slovenske. Vrhunec delovanja je dosegel v obdobju od 1982 do 1987, ko je vodil Akademski pevski zbor Tone Tomšič, s katerim se je udeležil več uglednih zborovskih tekmovanj v Franciji, Angliji, Italiji, na Poljskem ter na Madžarskem. V tem času je bil zbor dosegal odmevne uspehe tudi v Sloveniji, denimo na tekmovanju Naša pesem, ki je potekalo v Mariboru.
Od 1988 do 1999 je Habjanič vodil mešani pevski zbor Lipa zelenela je. Z zborom je redno pripravljal vsakoletni program, s katerim je poskušal zaokroženo predstaviti izbrano tematiko. Tako so v zboru z glasbeno obeležitvijo denimo počastili Valvasorjevo leto 1989, se s pesmimi slovenskih pokrajin poklonili spominu slovenskega preporoda in čitalniškega gibanja v letu 1990 ter leto kasneje počastili Gallusovo leto. V letu 1996 je v sodelovanju z zborom Zdravko Munih z Mosta na Soči nastal koncert v počastitev 60. obletnice rojstva Marka Muniha – prvega zborovodje zbora Lipa zelenela je. V znamenju dveh pomembnih obletnic je potekal koncert leta 1998, ko je zbor praznoval 15. leto delovanja, Jernej Habjanič pa 40 let zborovskega dela. 
V aprilu 1999 je bolezen Habjaniču preprečila udeležbo na koncertu zbora Lipa zelenela je. Repertoar koncerta so sestavljale različne priredbe slovenskih ljudskih pesmi, ki so jih pripravili v sodelovanju z vokalno skupino Katice.
Jernej Habjanič si je v sodelovanju z Lojzetom Lebičem za izvedbo skladbe Fauvel '86 v Cankarjevem domu v Ljubljani prislužil nagrado Prešernovega sklada.